# Houston Texans
Houston Texans este o echipă de fotbal american din Houston, Texas, Statele Unite. Ei sunt membri ai Diviziei de Sud a American Football Conference (AFC) în National Football League (NFL). Texans s-au alăturat NFL în 2002 ca echipă de expansiune după ce fosta franciză din Houston, Houston Oilers, s-au mutat la Nashville, Tennessee, unde și-au schimbat numele în Tennessee Titans.
Texans au devenit una dintre echipele puternice din NFL în anii 2010. În sezonul 2011 au câștigat divizia din care fac parte și au ajuns prima dată în playoff. Texans sunt singura franciză care nu a câștigat niciodată un meci de playoff în deplasare și nu au jucat niciodată în finala de conferință; sunt, de asemenea, una dintre cele patru francize care nu au apărut niciodată într-un Super Bowl, alături de Cleveland Browns, Detroit Lions și rivala de divizie Jacksonville Jaguars.